# Katolická církev v Indii
Katolická církev v Indii je součástí všeobecné církve na území Indie, pod vedením papeže a místních biskupů sdružených do tří biskupských konferencí podél příslušných ritů. Papež je v Indii zastupován apoštolským nunciem pro Indii. V Indii žije asi 17 miliónů pokřtěných katolíků, asi 1,5 % populace. Kromě latinského ritu jsou v Indii také početní katoličtí křesťané chaldejského ritu sdružení v Syrsko-malabarské katolické církvi a v Syrsko-malankarské katolické církvi.

## Administrativní členění katolické církve v Indii
Katolická církev latinského ritu má v Indii má 129 diecézí, které jsou seskupeny do 23 církevních provincií.

### Církevní provincie a diecéze latinského ritu
- Arcidiecéze Agra
  - Diecéze Ajmer
  - Diecéze Allahabad
  - Diecéze Bareilly
  - Diecéze Jaipur
  - Diecéze Jhansi
  - Diecéze Lucknow
  - Diecéze Meerut
  - Diecéze Udaipur
  - Diecéze Varanasi
- Arcidiecéze Bangalore
  - Diecéze Bellary
  - Diecéze Belgaum
  - Diecéze Chikmagalur
  - Diecéze Gulbarga
  - Diecéze Karwar
  - Diecéze Mangalore
  - Diecéze Mysore
  - Diecéze Shimoga
  - Diecéze Udupi
- Arcidiecéze Bhopal
  - Diecéze Gwalior
  - Diecéze Indore
  - Diecéze Jabalpur
  - Diecéze Jhabua
  - Diecéze Khandwa
- Arcidiecéze bombajská
  - Diecéze Nashik
  - Diecéze Poona
  - Diecéze Vasai
- Arcidiecéze Cuttack-Bhubaneswar
  - Diecéze Balasore
  - Diecéze Berhampur
  - Diecéze Rayagada
  - Diecéze Rourkela
  - Diecéze Sambalpur
- Arcidiecéze Delhi
  - Diecéze Jammu-Srinagar
  - Diecéze Jullundur
  - Diecéze Simla e Chandigarh
- Arcidiecéze Gandhinagar
  - Diecéze Ahmedabad
  - Diecéze Baroda

Indické latinské církevní provincie a diecéze

- Arcidiecéze Goa e Damão, jejíž arcibiskup má titul Patriarcha Východní Indie
  - Diecéze Sindhudurg
- Arcidiecéze Guwahati
  - Diecéze Bongaigaon
  - Diecéze Dibrugarh
  - Diecéze Diphu
  - Diecéze Itanagar
  - Diecéze Miao
  - Diecéze Tezpur
- Arcidiecéze hajdarábádská
  - Diecéze Cuddapah
  - Diecéze Khammam
  - Diecéze Kurnool
  - Diecéze Nalgonda
  - Diecéze Warangal
- Arcidiecéze Imphal
  - Diecéze Kohima
- Arcidiecéze Kalkata
  - Diecéze Asansol
  - Diecéze Bagdogra
  - Diecéze Baruipur
  - Diecéze Darjeeling
  - Diecéze Jalpaiguri
  - Diecéze Krishnagar
  - Diecéze Raiganj
- Arcidiecéze Madras a Mylapore
  - Diecéze Chinglepet
  - Diecéze Coimbatore
  - Diecéze Ootacamund
  - Diecéze Vellore
- Arcidiecéze Madurai
  - Diecéze Dindigul
  - Diecéze Kottar
  - Diecéze Kuzhithurai
  - Diecéze Palayamkottai
  - Diecéze Sivagangai
  - Diecéze Tiruchirapalli
  - Diecéze Tuticorin
- Arcidiecéze Nagpur
  - Diecéze Amravati
  - Diecéze Aurangabad
- Arcidiecéze Patna
  - Diecéze Bettiah
  - Diecéze Bhagalpur
  - Diecéze Buxar
  - Diecéze Muzaffarpur
  - Diecéze Purnea
- Arcidiecéze Pondicherry a Cuddalore
  - Diecéze Kumbakonam
  - Diecéze Salem
  - Diecéze Tanjore
  - Diecéze Dharmapuri
- Arcidiecéze Raipur
  - Diecéze Ambikapur
  - Diecéze Jashpur
  - Diecéze Raigarh
- Arcidiecéze Ranchi
  - Diecéze Daltonganj
  - Diecéze Dumka
  - Diecéze Gumla
  - Diecéze Hazaribag
  - Diecéze Jamshedpur
  - Diecéze Khunti
  - Diecéze Port Blair
  - Diecéze Simdega
- Arcidiecéze Shillong
  - Diecéze Agartala
  - Diecéze Aizawl
  - Diecéze Jowai
  - Diecéze Nongstoin
  - Diecéze Tura
- Arcidiecéze Trivandrum
  - Diecéze Alleppey
  - Diecéze Neyyattinkara
  - Diecéze Punalur
  - Diecéze Quilon
- Arcidiecéze Verapoly
  - Diecéze Calicut
  - Diecéze Cochin
  - Diecéze Kannur
  - Diecéze Kottapuram
  - Diecéze Sultanpet
  - Diecéze Vijayapuram
- Arcidiecéze Visakhapatnam
  - Diecéze Eluru
  - Diecéze Guntur
  - Diecéze Nellore
  - Diecéze Srikakulam
  - Diecéze Vijayawada

### Církevní provincie a diecéze Syrsko-malabarské katolické církve
V současné době má Syrsko-malabarská katolická církev v Indii jednu vyšší arcidiecézi, 4 metropolitní archieparchie a 26 eparchií, z nichž 11 je podřízeno latinským metropolím (z toho jedna Sv. stolci):
- Vyšší arcidiecéze Ernakulam–Angamaly
  - Eparchie Idukki
  - Eparchie Kothamangalam
- Archieparchie Changanacherry
  - Eparchie Kanjirapally
  - Eparchie Palai
  - Eparchie Thuckalay
- Archieparchie Kottayam
- Archieparchie Tellicherry
  - Eparchie Belthangady
  - Eparchie Bhadravathi
  - Eparchie Mananthavady
  - Eparchie Mandya
  - Eparchie Thamarasserry
- Archieparchie Trichur
  - Eparchie Irinjalakuda
  - Eparchie Palghat
  - Eparchie Ramanathapuram
- Eparchie podřízené různým latinským metropolím:
  - Eparchie Adilabad podřízena latinské Arcidiecézi hajdarábádské
  - Eparchie Bijnor podřízena Arcidiecézi Agra
  - Eparchie Faridabad bezprostředně podřízené Svatému stolci
  - Eparchie Chanda podřízena latinské Arcidiecézi Nagpur
  - Eparchie Gorakhpur podřízena latinské Arcidiecézi Agra
  - Eparchie Jagdalpur podřízena latinské Arcidiecézi Raipur
  - Eparchie Kalyan podřízena latinské Arcidiecézi bombajské
  - Eparchie Rajkot podřízena latinské Arcidiecézi Gandhinagar
  - Eparchie Sagar podřízena latinské Arcidiecézi Bhopal
  - Eparchie Satna podřízena latinské Arcidiecézi Bhopal
  - Eparchie Ujjain podřízena latinské Arcidiecézi Bhopal

### Církevní provincie a diecéze Syrsko-malankarské katolické církve
Syrsko-malankarská katolická církev má dvě církevní provincie v Indii, pod něž spadá deset diecézí:
- Vyšší archieparchie Trivandrum
  - Eparchie Marthandom
  - Eparchie Mavelikara
  - Eparchie Pathanamthitta
  - Apoštolský exarchát sv. Efréma v Khadki
- Archieparchie Tiruvalla
  - Eparchie Battery
  - Eparchie Muvattupuzha
  - Eparchie Puthur
  - Eparchie sv. Jana Chrysostoma v Gurgaon

## Biskupské konference
- Konference katolických biskupů Indie
- Konference latinských katolických biskupů Indie
- Synod Syrsko-malabarské katolické církve
- Synod Syrsko-malankarské katolické církve

## Indičtí kardinálové
V současné době pochází z Indie šest žijících kardinálů:
- George kardinál Alencherry (kardinál-kněz, emeritní syrsko-malabarský vyšší arcibiskup ernakulamsko-angamalský) *
- Filipe Neri kardinál Ferrão (kardinál-kněz, arcibiskup v Goa a Damão) *
- Oswald kardinál Gracias (kardinál-kněz, arcibiskup bombajský) *
- George Jacob kardinál Koovakad (úředník Státního sekretariátu odpovědný za papežské cesty) *
- Anthony kardinál Poola (kardinál-kněz, arcibiskup hajdarábádský) *
- Isaac Baselios Cleemis Thottunkal (kardinál-kněz, syrsko-malankarský vyšší arcibiskup trivandrumský) *